# Piper recurvum
Piper recurvum är en pepparväxtart som beskrevs av Carl Ludwig von Blume. Piper recurvum ingår i släktet Piper och familjen pepparväxter. Inga underarter finns listade i Catalogue of Life.